# Tropiduchus ino
Tropiduchus ino är en insektsart som beskrevs av Ronald Gordon Fennah 1957. Tropiduchus ino ingår i släktet Tropiduchus och familjen Tropiduchidae. Inga underarter finns listade i Catalogue of Life.